# DEC (programa de televisió)
DEC, anteriorment conegut com ¿Dónde estás corazón?, és un programa d'entrevistes dedicat a l'actualitat de la premsa del cor, produït per Cuarzo Producciones i emès per la cadena de televisió espanyola Antena 3. Es va estrenar el 4 de juliol de 2003 i des de llavors s'emet els divendres en prime time.
Està presentat per Jaime Cantizano, però en períodes de vacances és substituït per Ximo Rovira (des de 2007). Compta amb un equip fix de col·laboradors format per cinc periodistes del cor: María Patiño, Antonio Montero, Chelo García Cortés, Gustavo González i Gema López, i amb col·laboracions puntuals de Rosa Villacastín, Jesús Mariñas i Antonio Rossi. Durant l'estiu de 2009 el programa va contar també amb la col·laboració setmanal del duet còmic Los Morancos. Aquests van ser reemplaçats pel famós imitador Carlos Latre el setembre de 2009.

## Format
En cada edició de DEC es combinen les entrevistes a personatges populars amb els debats, ja siguin sobre temes d'actualitat de la premsa rosa o partint d'un reportatge elaborat pel mateix programa.
Ocasionalment s'han emès edicions especials del programa amb motiu d'esdeveniments rellevants, com la mort de Rocío Jurado o l'anunci del cessament temporal de la convivència matrimonial dels Ducs de Lugo.

## Història
El programa es va emetre per primera vegada el 2 de maig de 2003, com un especial dedicat a analitzar l'evolució de la premsa del cor a Espanya en l'última dècada. En aquell programa hi van participar diversos periodistes del cor com ara Cristina García Ramos, Jaime Peñafiel i Tico Medina, moderats per Alicia Senovilla. L'emissió va obtenir prop d'un 18% de quota de pantalla.
Dos mesos després, Antena 3 va decidir repescar el projecte per a reconvertir-lo en un programa d'emissió setmanal, recuperant cinc dels periodistes que van participar en l'edició inaugural (María Patiño, Antonio Montero, Chelo García-Cortés, Gustavo González i Gema López), encara que Jaime Cantizano va reemplaçar a Senovilla en la conducció de l'espai. La primera emissió va tenir lloc el 4 de juliol de 2003 amb Ricardo Bofill com convidat principal. Des de llavors el programa s'ha vingut emetent interrumpidamente la nit dels divendres.
El desembre de 2008 canvia de nom: passa de dir-se Dónde estás corazón? a dir-se DEC.

## Versions
- DEC: programa d'entrevistes de crònica social que s'emet els divendres a les 22:00h.
- Informe DEC: Late show amb reportatges i debats de crònica social que s'emet els dilluns a les 00:00h.

## Convidats
Els convidats del programa són personatges famosos del cor que viuen de parlar de la seva vida privada (Bárbara Rey, Gema Ruíz, Paco Marsó, Sofia Mazagatos, etc.), exparelles de personatges famosos i amics de rostres populars que són convidats per a parlar de la personalitat, vida íntima o vida professional dels famosos.

## Audiència
En els seus quatre primers anys el programa ha obtingut una audiència mitjana de 2.314.000 d'espectadors i un 23,7% de quota de pantalla, segons dades de TN Sofres.
L'edició més vista del programa correspon al 29 d'octubre de 2004 amb una mitjana de 3.428.000 espectadors. En aquella ocasió van acudir com convidats la cantant Alaska i l'expresentadora de televisió Eva Nasarre. El seu rècord de share correspon al programa del 22 d'octubre de 2004, amb una mitjana del 34,7% de share, assolida amb l'entrevista a l'actor Eduardo Gómez i el fill de la mateixa Eva Nasarre.
No obstant això, amb l'arribada a Telecinco d'un programa del mateix tipus anomenat Deluxe, presentat per Jorge Javier Vázquez, DEC deixa de ser líder absolut i passa a compartir lideratge amb el programa de Telecinco.